# Maisoncelles, Sarthe
Maisoncelles là một xã thuộc tỉnh Sarthe trong vùng Pays-de-la-Loire tây bắc nước Pháp. Xã này có diện tích 11,3 km2, dân số năm 2006 là 199 người.